# 埃里克·约翰逊 (演员)
埃里克·约翰·约翰逊（Eric Johann Johnson，1979年8月7日—）是加拿大的一位演員。他最著名的作品包括在超人前傳中飾演Whitney Fordman角色，以及在菜鳥警察中飾演Luke Callaghan角色。他自9歲就開始演戲。